# Knema
Knema é um género botânico pertencente à família Myristicaceae.
1. ↑  «Knema — World Flora Online». www.worldfloraonline.org. Consultado em 19 de agosto de 2020